# Bom Jesus do Galho
Bom Jesus do Galho – miasto i gmina w Brazylii, w stanie Minas Gerais. Znajduje się w mikroregionie Caratinga.